# Liste der Europaschutzgebiete in Vorarlberg
Die Liste der Europaschutzgebiete in Vorarlberg enthält alle 39 Natura-2000-Gebiete (Europaschutzgebiete) des österreichischen Bundeslandes Vorarlberg. Die Gebiete mit einer gesamten Fläche von etwa 241 km² machen etwa 9,3 % der Landesfläche aus.

## Gesetzliche Grundlagen
In Vorarlberg werden die Natura-2000-Gebiete landesrechtlich im Gesetz über Naturschutz und Landschaftsentwicklung unter der Bezeichnung Europaschutzgebiet als eigene Schutzkategorie definiert:

„Gebiete, die zur Bewahrung, Entwicklung oder Wiederherstellung eines günstigen Erhaltungszustandes der in ihnen vorkommenden Lebensräume des Anhangs I oder der Tier- und Pflanzenarten des Anhangs II der FFH-Richtlinie oder der in ihnen vorkommenden Vogelarten des Anhangs I der Vogelschutzrichtlinie geeignet und von gemeinschaftlicher Bedeutung sind, können durch Verordnung der Landesregierung gemäß § 26 zu Europaschutzgebieten erklärt werden.“

Details sind im 2. Abschnitt Europaschutzgebiete (Natura-2000 Gebiete) §§ 13–15 Naturschutzverordnung geregelt. Weitere relevante Einbindungen finden sich im Gesetz über Betreiberpflichten zum Schutz der Umwelt (LGBl.Nr. 20/2001), dem Gesetz über die Fischerei in den Binnengewässern (Fischereigesetz LGBl.Nr. 47/2000, mit Durchführungsverordnung) und dem Gesetz über die Bodenseefischerei (Bodenseefischereigesetz LGBl.Nr. 1/2002).
Die konkreten Vorarlberger Europaschutzgebiete werden in der Naturschutzverordnung aufgezählt (Anhang: Verzeichnis der Natura-2000-Gebiete). Einige Gebiete sind zusätzlich in denselben oder ähnlichen Grenzen als nationales Schutzgebiet ausgewiesen und stehen daher unter einem Schutz, der über die Naturschutzverordnung hinausgeht, für wenige andere Gebiete gelten in ihrer Eigenschaft als Europaschutzgebiet zusätzliche Schutzmaßnahmen, die jeweils in einer eigenen Verordnung festgehalten sind.
Das Natura-2000-Gebiet Soren, Gleggen–Köblern, Schweizer Ried und Birken–Schwarzes Zeug wurde aufgrund eines Urteils des Europäischen Gerichtshofes im Zusammenhang mit der Schnellstraße S18 eingerichtet.
Die 16 Europaschutzgebiete, die seit 2014 nominiert wurden, sind noch nicht im Landesrecht verankert. Die Frist hierfür endet im Jahr 2022.[veraltet]

## Liste der Europaschutzgebiete
| Foto |  | Name                                                                 | ID        | Bezirk             | Standort                                                                              | Beschreibung | Fläche    | Datum |
| ---- |  | -------------------------------------------------------------------- | --------- | ------------------ | ------------------------------------------------------------------------------------- | --- | --------- | ----- |
| 1    |  | Rohrach                                                              | AT3401000 | Bregenz            | Hohenweiler, Möggers Standort                                                         | Ein Naturwaldreservat mit hohem Anteil an Totholz und vielfältiger Tier- und Pflanzenwelt, gelegen in einer schwer zugänglichen Waldschlucht. Auch Naturschutzgebiet. Grenzt an das deutsche Naturschutzgebiet Rohrachschlucht. | 48,19 ha  | 1995  |
| 1    |  | Rheindelta                                                           | AT3402000 | Bregenz            | Fußach, Hard, Gaißau, Höchst Standort                                                 | Das größte Feuchtgebiet am Bodensee mit über 600 verschiedenen, teils vom Aussterben bedrohten Farn- und Blütenpflanzen; Habitat von zahlreichen gefährdeten Libellenarten, seltenen Heuschrecken und fast 700 verschiedenen Schmetterlingen sowie Rast- und Nahrungsgebiet für mehr als 300 Vogelarten. Auch Naturschutzgebiet und Ramsar-Gebiet. Grenzt an das Schweizer Naturschutzgebiet Altenrhein.                                                                                      | 21 km²    | 1995  |
| 1    |  | Mehrerauer Seeufer – Mündung der Bregenzerach                        | AT3403000 | Bregenz            | Bregenz, Hard Standort                                                                | Eine sich aufgrund des schwankenden Wasserspiegels ständig verwandelnde Mündungslandschaft und der weltweit mit Abstand wichtigste verbliebene Lebensraum für das Bodensee-Vergissmeinnicht und die Strandschmiele. Auch Naturschutzgebiet. | 118,03 ha | 1995  |
| 1    |  | Lauteracher Ried                                                     | AT3404000 | Bregenz            | Hard, Lauterach Standort                                                              | Eines der größten zusammenhängenden naturnahen Gebiete des unteren Rheintals mit einer offenen Moorlandschaft im Süden und einem großen Baumbestand an Birken und Eichen im nördlichen Teil; wichtiger Lebensraum für Wiesenbrüter wie den Brachvogel und den Wachtelkönig. Auch Landschaftsschutzgebiet. Enthält mehrere Teilflächen des Streuewiesenbiotopverbund Rheintal-Walgau. Grenzt an das Natura-2000-Gebiet Soren, Gleggen – Köblern, Schweizer Ried und Birken – Schwarzes Zeug.   | 579,71 ha | 1995  |
| 1    |  | Bregenzerachschlucht                                                 | AT3405000 | Bregenz            | Alberschwende, Bregenz, Buch, Doren, Kennelbach, Langen bei Bregenz, Wolfurt Standort | Eine steile, schwer zugängliche Waldschlucht mit meist kleinflächig und schonend bewirtschafteten Wäldern; eine einzigartige Schlucht- und Flusslandschaft mit besonderem ästhetischem Reiz. Besondere Schutzmaßnahmen in einer eigenen Verordnung geregelt. Liegt teilweise (ca. 120 Hektar) im grenzübergreifenden Naturpark Nagelfluhkette. | 434,02 ha | 1995  |
| 1    |  | Witmoos                                                              | AT3406000 | Bregenz            | Langen bei Bregenz Standort                                                           | Ein Mosaik aus Niedermooren, Hochmooren und Moorwäldern, das bis heute naturnah erhalten geblieben ist und einen Lebensraum für seltene Pflanzen wie den Sonnentau oder die Spirke bietet. Liegt in grenzübergreifendem Naturpark Nagelfluhkette. | 18,19 ha  | 1995  |
| 1    |  | Fohramoos                                                            | AT3407000 | Bregenz, Dornbirn  | Schwarzenberg, Dornbirn Standort                                                      | Ein urtümlich anmutendes Hochmoor, das einen in Mitteleuropa selten gewordenen Lebensraum für eine Vielzahl gefährdeter Pflanzen und Tiere bildet. In geringfügig abweichenden Grenzen auch Naturschutzgebiet. | 54,3 ha   | 1995  |
| 1    |  | Bangs – Matschels                                                    | AT3408000 | Feldkirch          | Feldkirch Standort                                                                    | Beinhaltet die größte zusammenhängende Waldfläche der Talsohle im Alpenrheintal und etwa 80 Hektar an extensiv bewirtschafteten Streuwiesen mit ausgedehnten Vorkommen der Sibirischen Schwertlilie und der Sumpf-Gladiole, beherbergt auch mehrere gefährdete Vogelarten und über 1100 Schmetterlingsarten. Besteht aus den nationalen Naturschutzgebieten Bangser Ried und Matschels. Grenzt an das Liechtensteinische Naturschutz- und Ramsar-Gebiet Ruggeller Riet.                       | 447,42 ha | 1995  |
| 1    |  | Ludescherberg                                                        | AT3409000 | Bludenz            | Ludesch Standort                                                                      | Eine durch menschliche Nutzung entstandene Wiesenlandschaft, in der schon über 250 verschiedene Farn- und Blütenpflanzen und mehr als 10 bedrohte Vogelarten beobachtet wurden. Enthält das Örtliche Schutzgebiet Brunnengarten. Grenzt an den Biosphärenpark Großes Walsertal. | 377,35 ha | 1995  |
| 1    |  | Gadental                                                             | AT3410000 | Bludenz            | Sonntag Standort                                                                      | Eine weitgehend ursprüngliche Gebirgslandschaft mit unbewirtschafteten, naturnahen Wäldern und traditionell bewirtschafteten Alpweiden. In abweichenden Grenzen auch Naturschutzgebiet. Liegt in der Kernzone des Biosphärenpark Großes Walsertal. | 15 km²    | 1995  |
| 1    |  | Klostertaler Bergwälder                                              | AT3411000 | Bludenz            | Bludenz, Dalaas, Innerbraz, Klösterle Standort                                        | Ein langes Band von steilen, totholzreichen Wäldern und bunten Magerwiesen. Enthält fast das gesamte Naturschutzgebiet Bödner Magerwiesen. | 21 km²    | 1995  |
| 1    |  | Verwall                                                              | AT3412000 | Bludenz            | Gaschurn, Klösterle, St. Gallenkirch, Silbertal Standort                              | Das größte Schutzgebiet Vorarlbergs und ein Rückzugsort für eine Vielzahl von gefährdeten Vogelarten und anderen Wildtieren. Besondere Schutzmaßnahmen in einer eigenen Verordnung geregelt. Enthält das Natura-2000-Gebiet Wiegensee. Grenzt an das Natura-2000-Gebiet Schuttfluren Tafamunt. | 121 km²   | 1995  |
| 1    |  | Wiegensee                                                            | AT3413000 | Bludenz            | Gaschurn Standort                                                                     | Ein Moorkomplex mit in Mitteleuropa sehr seltenen Decken- und Schwingrasenmooren. Besondere Schutzmaßnahmen in einer eigenen Verordnung geregelt. Liegt im Natura-2000-Gebiet Verwall. | 64,74 ha  | 1995  |
| 1    |  | Leiblach                                                             | AT3414000 | Bregenz            | Hörbranz Standort                                                                     | Ein naturnaher Fluss und das angrenzende Bodenseeufer mit großer Bedeutung vor für seltene Fische und einige weitere gefährdete Arten. Grenzt an das bayerische Natura-2000-Gebiet Laiblach und Oberreitnauer Ach sowie das bayerische Landschaftsschutzgebiet Bayerisches Bodenseeufer. | 7,62 ha   | 2002  |
| 0 BW |  | Alpenmannstreu Gamperdonatal                                         | AT3415000 | Bludenz            | Nenzing Standort                                                                      | Bestände des Alpen-Mannstreu, das innerhalb Österreichs sonst nur noch in Kärnten vorkommt. Besteht aus zwei Teilflächen: 14,10 Hektar am Otterkirchle und 23,51 Hektar innerhalb des Pflanzenschutzgebiet Nenzinger Himmel | 37,61 ha  | 2002  |
| 0 BW |  | Spirkenwälder Saminatal                                              | AT3416000 | Feldkirch          | Frastanz Standort                                                                     | Deckt zusammen mit den anderen drei geschützten Spirkenwäldern die größten Spirkenvorkommen Vorarlbergs und etwa die Hälfte der österreichischen Bestände der Spirke ab. Besteht aus zwei Teilflächen: 449,64 Hektar östlich der Samina und 27,93 Hektar westlich der Samina im Geschützten Landschaftsteil Drei Schwestern. Grenzt an das Liechtensteiner Waldreservat Garsälli/Zigerberg.                                                                                                   | 477,57 ha | 2002  |
| 0 BW |  | Spirkenwälder Brandnertal                                            | AT3417000 | Bludenz            | Bürserberg Standort                                                                   | Deckt zusammen mit den anderen drei geschützten Spirkenwäldern die größten Spirkenvorkommen Vorarlbergs und etwa die Hälfte der österreichischen Bestände der Spirke ab. | 104,74 ha | 2002  |
| 0 BW |  | Spirkenwald Oberer Tritt                                             | AT3418000 | Bludenz            | Nenzing Standort                                                                      | Deckt zusammen mit den anderen drei geschützten Spirkenwäldern die größten Spirkenvorkommen Vorarlbergs und etwa die Hälfte der österreichischen Bestände der Spirke ab. | 11,87 ha  | 2002  |
| 0 BW |  | Spirkenwälder Innergamp                                              | AT3419000 | Bludenz            | Nenzing Standort                                                                      | Deckt zusammen mit den anderen drei geschützten Spirkenwäldern die größten Spirkenvorkommen Vorarlbergs und etwa die Hälfte der österreichischen Bestände der Spirke ab. | 43,87 ha  | 2002  |
| 0 BW |  | Unter-Überlut                                                        | AT3420000 | Bludenz            | Sonntag Standort                                                                      | Eine durch jahrhundertelange bäuerliche Pflege entstandene Kulturlandschaft, in der durch die traditionelle Nutzung eine große Artenvielfalt erhalten geblieben ist. Liegt im Biosphärenpark Großes Walsertal. | 22,85 ha  | 2002  |
| 1    |  | Gsieg – Obere Mähder                                                 | AT3421000 | Dornbirn           | Lustenau Standort                                                                     | Ein vielfältiges Moorgebiet aus nachhaltig bewirtschafteten Feuchtwiesen, in dem unter anderem ein Drittel aller Orchideen Vorarlbergs und über 500 Schmetterlingsarten nachgewiesen werden konnten. In geringfügig abweichenden Grenzen auch Naturschutzgebiet. Besteht aus zwei Teilflächen: 29,51 Hektar Gsieg und 43,62 Hektar Obere Mähder. Grenzt an mehrere Teilflächen des Streuewiesenbiotopverbund Rheintal-Walgau.                                                                 | 73,13 ha  | 2002  |
| 1    |  | Schuttfluren Tafamunt                                                | AT3422000 | Bludenz            | Gaschurn Standort                                                                     | Ein südlich gerichteter Steilhang, dessen Waldfläche immer wieder durch Steinschlagschneisen und Lawinenbahnen durchbrochen wird, wo sich Silikatschutthalden mit einer artenreichen Pflanzen- und Tierwelt bilden. Grenzt an das Natura-2000-Gebiet Verwall. | 68,43 ha  | 2002  |
| 1    |  | Soren, Gleggen – Köblern, Schweizer Ried und Birken – Schwarzes Zeug | AT3423000 | Bregenz, Dornbirn  | Lauterach, Wolfurt, Dornbirn, Lustenau Standort                                       | Ein großes Gebiet von extensiv bewirtschafteten Feuchtwiesen, das vor allem für Wiesenbrüter einen wichtigen Lebensraum darstellt. Besteht aus vier Teilgebieten. Besondere Schutzmaßnahmen für das Teilgebiet „Gleggen – Köblern“ in einer eigenen Verordnung geregelt. Teilgebiet „Birken – Schwarzes Zeug“ Teil eines Naturschutzgebiets. Grenzt an das Natura-2000-Gebiet Lauteracher Ried. Enthält Teilflächen des Streuewiesenbiotopverbund Rheintal-Walgau. Ergänzt durch Pufferzonen. | 317,62 ha | 2006  |
| 1    |  | Üble Schlucht                                                        | AT3424000 | Feldkirch          | Laterns Standort                                                                      | Eine weitgehend unberührte Schlucht, an deren Felswänden sich eine hochspezialisierte Pflanzen- und Tierwelt niedergelassen hat. | 7,59 ha   | 2014  |
| 0 BW |  | Davenna                                                              | AT3425000 | Bludenz            | Bartholomäberg, St. Anton im Montafon Standort                                        | Eine Vielfalt von Schutt- und Felslebensräumen, in denen sich je nach Bewegungsgeschwindigkeit des Untergrundes verschiedene Pflanzenarten ansiedeln. | 112,46 ha | 2014  |
| 0 BW |  | Frastanzer Ried                                                      | AT3426000 | Feldkirch          | Frastanz Standort                                                                     | Das größte Feuchtgebiet im Walgau mit ausgedehnten Streuwiesen und kleinen Auwäldern. | 39,21 ha  | 2015  |
| 0 BW |  | Übersaxen – Satteins                                                 | AT3427000 | Bludenz, Feldkirch | Satteins, Übersaxen Standort                                                          | Eine reich strukturierte Kulturlandschaft, die durch jahrhundertelange traditionelle Bewirtschaftung entstanden ist und auf deren Streu- und Magerwiesen insgesamt 54 gefährdete und zum Teil vom Aussterben bedrohte Pflanzenarten gedeihen. | 60,05 ha  | 2015  |
| 0 BW |  | Unterargenstein                                                      | AT3428000 | Bregenz            | Au Standort                                                                           | Ein Gebiet am Ostfuß der Kanisfluh, an dem die Ahornmischwälder ideale klimatische Bedingungen vorfinden. Liegt im Landschaftsschutzgebiet Kanisfluh. | 68,69 ha  | 2015  |
| 0 BW |  | Unter Stellerhöhe                                                    | AT3429000 | Bregenz            | Egg Standort                                                                          | Ein seltener, lindenreicher Mondviolen-Ahornwald mit einer einzigartigen Vielzahl an epiphytischen Moosen. | 28,93 ha  | 2015  |
| 0 BW |  | Unter der Winterstaude                                               | AT3430000 | Bregenz            | Egg Standort                                                                          | Ein für diese Höhenlage untypischer und daher seltener Bergahornwald. | 25,8 ha   | 2015  |
| 0 BW |  | Gortniel                                                             | AT3431000 | Bludenz            | St. Gallenkirch Standort                                                              | Ein in Vorarlberg seltener Edellaubmischwald mit einer wichtigen Rolle als Lebensraum für Vögel und seltene Moose. | 12,71 ha  | 2015  |
| 0 BW |  | Roßbündta                                                            | AT3432000 | Bludenz            | St. Gallenkirch Standort                                                              | Eine ehemalige Weidefläche, die inzwischen zu einem größtenteils naturbelassenen Edellaubmischwald verwachsen ist. | 12,62 ha  | 2015  |
| 0 BW |  | Spona                                                                | AT3433000 | Bludenz            | St. Gallenkirch Standort                                                              | Ein bodensaurer Buchenwald auf Silikatgestein, wie er in Vorarlberg fast nur im Montafon zu finden ist. | 25,77 ha  | 2015  |
| 0 BW |  | Rifa                                                                 | AT3434000 | Bludenz            | Gaschurn Standort                                                                     | Ein bodensaurer Buchenwald auf Silikatgestein, wie er in Vorarlberg fast nur im Montafon zu finden ist. | 12,63 ha  | 2015  |
| 0 BW |  | Torfriedbach                                                         | AT3435000 | Bludenz            | Schlins Standort                                                                      | Einer von zwei Waldbächen im Walgau, die wegen ihrer besonders artenreichen Fauna geschützt sind. | 9,88 ha   | 2015  |
| 0 BW |  | Walsbächle                                                           | AT3436000 | Bludenz            | Röns, Satteins Standort                                                               | Einer von zwei Waldbächen im Walgau, die wegen ihrer besonders artenreichen Fauna geschützt sind. | 16,71 ha  | 2015  |
| 1    |  | Widdersteinmähder                                                    | AT3437000 | Bregenz            | Warth (Vorarlberg) Standort                                                           | Ein ausgedehntes Mosaik aus alten Bergheuwiesen. | 53,02 ha  | 2015  |
| 1    |  | Ifen                                                                 | AT3438000 | Bregenz            | Egg, Mittelberg, Sibratsgfäll Standort                                                | Eine international bedeutsame Karstlandschaft mit einer beachtlich großen Artenvielfalt. Überlappt sich teilweise mit dem Pflanzenschutzgebiet Hochifen und Gottesacker-Plateau. | 25 km²    | 2015  |
| 0 BW |  | Schöneberg                                                           | AT3439000 | Bludenz            | Lech Standort                                                                         | Eine traditionell bewirtschaftete Wiesenlandschaft mit einem großen Anteil an Goldhaferwiesen. | 47,4 ha   | 2015  |

Name, ID, Koordinaten, Fläche und Datum sind aus dem jeweiligen Standard Data Form entnommen, das mit der ID verlinkt ist. Für das Datum wird „Date site proposed as SCI“ verwendet.